# 克勞恩峰

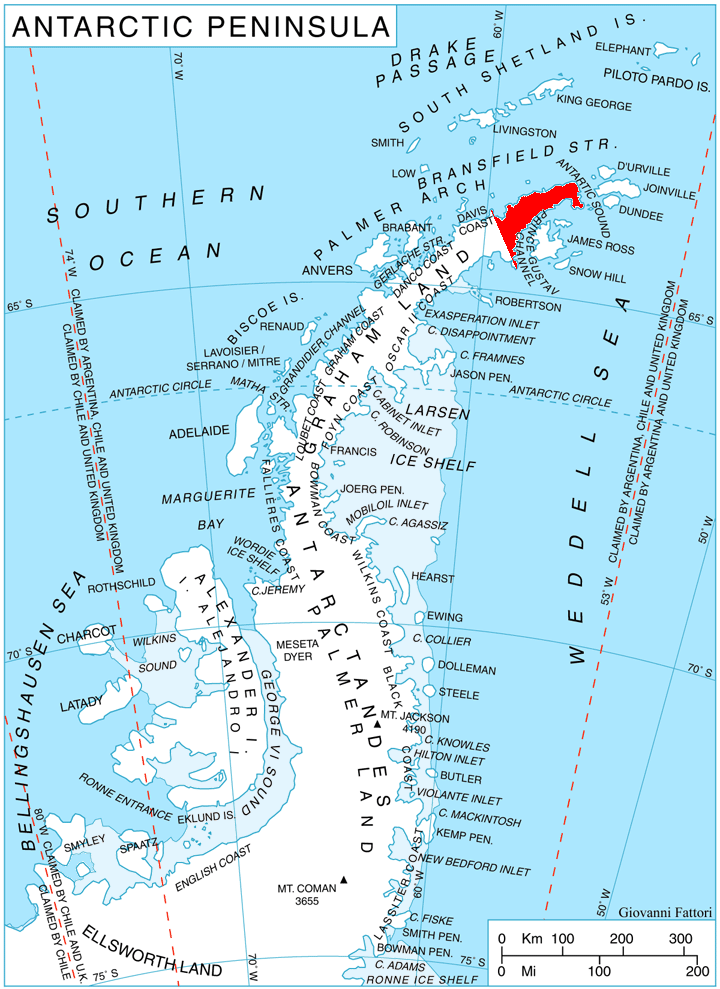

克勞恩峰（英語：Crown Peak）是南極洲的山峰，位於葛拉漢地，處於特里尼蒂半島，海拔高度1,185米，1946年由英國的探險隊命名，該山峰由南極條約體系管理。

## 外部連結
- Trinity Peninsula. Scale 1:250000 topographic map No. 5697. Institut für Angewandte Geodäsie and British Antarctic Survey, 1996.

63°34′S 58°33′W / 63.567°S 58.550°W